# Massimiliano Blardone
Massimiliano Blardone, detto Max (Domodossola, 26 novembre 1979), è un allenatore di sci alpino ed ex sciatore alpino italiano, specialista dello slalom gigante e dal 2016 al 2022 commentatore sportivo per la Rai.

## Biografia

### Carriera sciistica

#### Stagioni 1995-2005
Originario di Pallanzeno, ha iniziato a partecipare a gare FIS nel dicembre del 1994; nel 1999, ai Mondiali juniores di Pra Loup, ha vinto la medaglia d'oro nello slalom speciale. Ha esordito in Coppa del Mondo nello slalom gigante di Sölden del 29 ottobre 2000 (20º) e ai Campionati mondiali a Sankt Anton 2001 (5º nello slalom gigante, non ha concluso lo slalom speciale). L'anno dopo è arrivato il debutto olimpico: a Salt Lake City 2002 ha ottenuto l'8º posto nello slalom gigante.
Ai Mondiali di Sankt Moritz 2003 non ha terminato lo slalom gigante, mentre l'anno dopo, il 3 gennaio 2004 ha conquistato il primo podio in Coppa del Mondo: 2º nello slalom gigante di Flachau; in quella stagione si è classificato al 3º posto nella classifica finale della Coppa del Mondo di slalom gigante. L'11 gennaio 2005 ha conquistato la prima vittoria in Coppa del Mondo, sull'impegnativa pista Chuenisbärgli di Adelboden; poco meno di un anno dopo ha ottenuto il primo dei suoi tre successi in carriera sulla Gran Risa in Alta Badia, mentre ai Mondiali di Bormio/Santa Caterina Valfurva 2005 è stato 20º.

#### Stagioni 2006-2016
Ai XX Giochi olimpici invernali di Torino 2006 è stato 29º nel supergigante e 11º nello slalom gigante; alla fine di quella stagione è risultato 2º nella classifica finale della Coppa del Mondo di slalom gigante. Anche nel 2007 si è classificato al 2º posto nella classifica della sua specialità prediletta, mentre ai Mondiali di Åre è stato 16º nel supergigante e non ha concluso lo slalom gigante. Due anni dopo, nella rassegna iridata di Val-d'Isère 2009, ha replicato il suo miglior piazzamento iridato (5º), sempre nello slalom gigante.
Ai XXI Giochi olimpici invernali di Vancouver 2010, sua ultima presenza olimpica, si è classificato nuovamente 11º nello slalom gigante; l'anno successivo, ai Mondiali di Garmisch-Partenkirchen 2011, non è andato oltre alla 30ª posizione, suo peggior piazzamento iridato. Anche nel 2011-2012 si è classificato al 3º posto nella classifica finale della Coppa del Mondo di slalom gigante, ottenendo tra l'altro l'ultima vittoria in carriera (il 26 febbraio a Crans-Montana); ai successivi Mondiali di Schladming 2013, suo congedo iridato, è stato 11º nello slalom gigante. Nella stagione 2015-2016, dopo essere salito per l'ultima volta su un podio di Coppa del Mondo (3º nello slalom gigante di Naeba), si è ritirato dalle competizioni; la sua ultima gara in carriera è stato lo slalom gigante di Coppa del Mondo disputato il 19 marzo a Sankt Moritz, che ha chiuso al 15º posto.

### Carriera da allenatore
Dopo il ritiro è divenuto allenatore di sci alpino nei quadri della Federazione italiana sport invernali, occupandosi dal 2019 del settore juniores.

### Altre attività
Dalla stagione 2016-2017 alla stagione 2021-2022 è stato commentatore sportivo di sci alpino per la Rai.

## Palmarès

### Mondiali juniores
- 2 medaglie:
  - 1 oro (slalom speciale a Pra Loup/Le Sauze 1999)
  - 1 bronzo (combinata a Pra Loup/Le Sauze 1999)

### Giochi mondiali militari
- 5 medaglie:
  -  3 ori
  -  1 argento
  -  1 bronzo[senza fonte]

### Coppa del Mondo
- Miglior piazzamento in classifica generale: 17º nel 2006
- 25 podi (tutti in slalom gigante):
  - 7 vittorie
  - 12 secondi posti
  - 6 terzi posti

#### Coppa del Mondo - vittorie
| Data             | Località           | Paese       | Specialità |
| ---------------- | ------------------ | ----------- | ---------- |
| 11 gennaio 2005  | Adelboden          | Svizzera    | GS         |
| 18 dicembre 2005 | Alta Badia         | Italia      | GS         |
| 2 dicembre 2006  | Beaver Creek       | Stati Uniti | GS         |
| 8 dicembre 2007  | Bad Kleinkirchheim | Austria     | GS         |
| 20 dicembre 2009 | Alta Badia         | Italia      | GS         |
| 18 dicembre 2011 | Alta Badia         | Italia      | GS         |
| 26 febbraio 2012 | Crans-Montana      | Svizzera    | GS         |

Legenda:

GS = slalom gigante

#### Coppa del Mondo - gare a squadre
- 1 podio:
  - 1 secondo posto

### South American Cup
- Miglior piazzamento in classifica generale: 18º nel 2004
- 2 podi:
  - 2 vittorie

#### South American Cup - vittorie
| Data             | Località    | Paese     | Specialità |
| ---------------- | ----------- | --------- | ---------- |
| 6 settembre 2003 | El Colorado | Cile      | GS         |
| 23 agosto 2006   | Las Leñas   | Argentina | SL         |

Legenda:

GS = slalom gigante

SL = slalom speciale

### Campionati italiani
- 10 medaglie[4][5][6]:
  - 2 ori (combinata nel 1999; slalom gigante nel 2001)
  - 5 argenti (slalom speciale nel 1999; slalom gigante nel 2002; slalom gigante nel 2003; slalom gigante nel 2009; slalom gigante nel 2011)
  - 3 bronzi (slalom speciale nel 2002; slalom gigante nel 2005; slalom gigante nel 2010)

## Premi e riconoscimenti
Nel 2012 lo Sci Club Forlì gli ha conferito il premio nazionale Cristallo d'Oro; nel 2015 è scelto come Ambassador per Expo 2015 e nel 2016 l'Accademia dello Sport e Solidarieta' gli ha conferito il premio alla carriera Golden Vip Gianni Radici.